# Franz Nissl
Franz Alexander Nissl (Frankenthal, 9 de setembro de 1860 — Munique,11 de agosto de 1919) foi um notável psiquiatra, neuropatologista e pesquisador médico alemão.

## Vida pregressa
Nissl nasceu em Frankenthal, filho de Theodor Nissl e Maria Haas. Seu pai o ensinou latim em uma escola católica e queria que Franz se tornasse padre. No entanto, Franz ingressou na Universidade Ludwig Maximilian de Munique para estudar medicina. Mais tarde, ele se especializou em psiquiatria.
Um dos professores universitários de Nissl era Bernhard von Gudden. Seu assistente, Sigbert Josef Maria Ganser, sugeriu que Nissl escrevesse um ensaio sobre a patologia das células do córtex do cérebro. Quando a faculdade de medicina apresentou uma competição por um prêmio em neurologia em 1884, Nissl realizou o estudo do córtex cerebral. Ele usou o álcool como fixador e desenvolveu uma técnica de coloração que permitia a demonstração de vários novos constituintes das células nervosas. Nissl ganhou o prêmio e escreveu sua tese de doutorado sobre o mesmo tópico em 1885.

## Carreira em pesquisa e educação médica
O professor von Gudden era o juiz do concurso de redação de Nissl, e ficou tão impressionado com o estudo que ofereceu a Nissl uma assistência no castelo Furstenried, a sudoeste de Munique, onde uma de suas responsabilidades seria cuidar do louco Príncipe Otto. Nissl aceitou e permaneceu nesse cargo de 1885 a 1888. Havia um pequeno laboratório no castelo, o que permitiu a Nissl continuar com sua pesquisa neuropatológica. Em 1888, Nissl mudou-se para a Instituição Blankenheim. Em 1889, ele foi para Frankfurt como o segundo lugar, sob Emil Sioli (1852-1922) no Städtische Irrenanstalt. Lá, ele conheceu o neurologista Ludwig Edinger e o neuropatologista Karl Weigert, que estava desenvolvendo uma mancha neuroglial. Este trabalho motivou Nissl a estudar doenças mentais e nervosas, relacionando-as a alterações observáveis nas células da glia, elementos sanguíneos, vasos sanguíneos e tecido cerebral em geral. 
Em Frankfurt, Nissl conheceu Alois Alzheimer e colaborou com ele por sete anos. Eles se tornaram amigos íntimos, editando conjuntamente a Histologische und histopathologische Arbeiten über die Grosshirnrinde (1904–1921).
Em 1895, Emil Kraepelin convidou Nissl para se tornar médico assistente na Universidade de Heidelberg. Em 1904, ele foi professor titular dessa instituição e tornou-se diretor do Departamento de Psiquiatria quando Kraepelin se mudou para Munique. 

## Últimos anos e morte
O ônus do ensino e da administração, combinados com instalações precárias de pesquisa, forçaram Nissl a deixar muitos projetos científicos inacabados. Ele também sofria de uma doença renal. Durante a Primeira Guerra Mundial, ele foi acusado de administrar um grande hospital militar. 
Em 1918, Kraepelin novamente convidou Nissl para aceitar uma posição de pesquisa no Deutsche Forschungsanstalt für Psychiatrie em Munique. Depois de um ano nessa posição, onde realizou pesquisas ao lado de Korbinian Brodmann e Walther Spielmeyer, ele morreu em 1919 de doença renal.

## Vida pessoal
Nissl era de pequena estatura, não tinha uma boa postura. Ele tinha uma marca de nascença no rosto esquerdo. Ele nunca se casou e sua vida girou inteiramente em torno de seu trabalho.
Um dia, para uma piada, Nissl (que era um ativista contra o consumo humano de álcool) colocou uma fileira de garrafas vazias de cerveja fora de seu laboratório e garantiu que Kraepelin soubesse que ele poderia ser encontrado deitado embaixo da mesa, bêbado.
Nissl era um pianista competente. Hugo Spatz (1888–1969) contou sobre sua primeira reunião, quando Spatz se candidatou a uma vaga no laboratório de Nissl. Nissl estava ocupado naquela manhã e pediu ao aluno que chegasse em casa às doze. Quando Spatz chegou ao meio-dia, Nissl não estava lá, e a governanta finalmente opinou que o professor devia ter falado doze horas da noite, então Spatz retornou naquela noite. Nissl estava em casa então, mas Spatz teve que esperar na antecâmara por meia hora até que Nissl terminasse a sonata para piano que ele estava tocando. A conversa durou até o amanhecer.

## Legado
Nissl foi possivelmente o maior neuropatologista de sua época e também um ótimo clínico que popularizou o uso da punção espinhal, que havia sido introduzida por Heinrich Quincke.
Nissl também examinou as conexões neurais entre o córtex humano e os núcleos talâmicos; ele estava no meio deste estudo no momento de sua morte.
Um exemplo de sua filosofia de pesquisa é retirado de seus escritos de 1896:

Assim que concordamos em ver em todos os distúrbios mentais a expressão clínica de processos definitivos de doenças no córtex, removemos os obstáculos que tornam impossível a concordância entre os alienistas.

## Conceitos de histologia nomeados

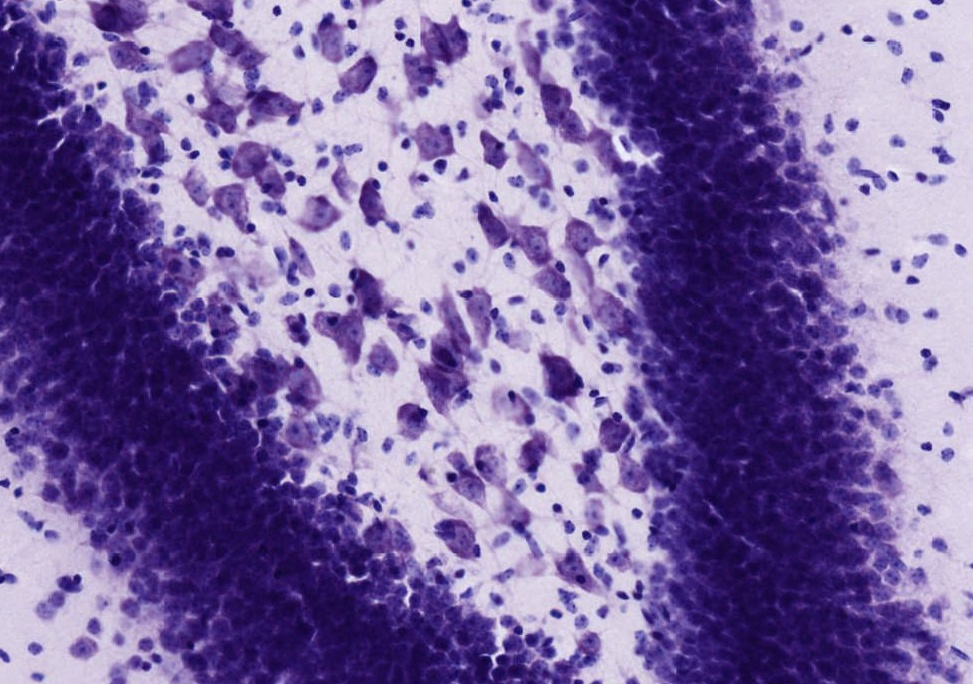
Imagem de um corte histológico corado por Nissl através do hipocampo de roedores mostrando várias classes de neurônios.

O método Nissl refere-se à coloração do corpo celular e, em particular, do retículo endoplasmático. Isso é feito usando vários corantes básicos (por exemplo, anilina, tionina ou violeta de cresil) para manchar o RNA de carga negativa azul e é usado para destacar importantes características estruturais dos neurônios. A substância Nissl (retículo endoplasmático rugoso) aparece em azul escuro devido à coloração do RNA ribossômico, dando ao citoplasma uma aparência manchada. Grânulos individuais de RNA extranuclear são denominados grânulos de Nissl (ribossomos). O DNA presente no núcleo mancha uma cor semelhante.